# Pravice
Pravice – gmina w Czechach, w powiecie Znojmo, w kraju południowomorawskim. Według danych z dnia 1 stycznia 2014 liczyła 312 mieszkańców.
W miejscowości jest przystanek kolejowy Pravice.